# Rosa longicuspis
Espèce
Rosa longicuspis est une espèce de plantes à fleurs de la famille des Rosaceae. C'est un rosier grimpant, classé dans la section des Synstylae, originaire de Chine (Guizhou, Sichuan, Yunnan) et du nord de l'Inde.
On le rencontre dans les régions montagneuses, entre 400 et 2 700 mètres d'altitude.
Il en existe deux variétés :
- Rosa longicuspis var. longicuspis,
- Rosa longicuspis var. sinowilsonii (Hemsley) T. T. Yü & T. C. Ku.

Synonyme :
- Rosa lucens Rolfe.

## Description
Très vigoureux (jusqu'à 8 mètres) aux tiges vertes mais aux jeunes pousses rougeâtres, au feuillage presque persistant. Les feuilles sont formées de 5 à 7 très grandes folioles pointues, d'un vert brillant.
Fin juin, il y a une intense floraison de fleurs blanches groupées en très gros corymbes paniculés, qui donnent de petits fruits ovoïdes rouge orangé.

## Utilisation
Il est cultivé depuis 1915, comme grimpant au feuillage persistant et à la très belle floraison.

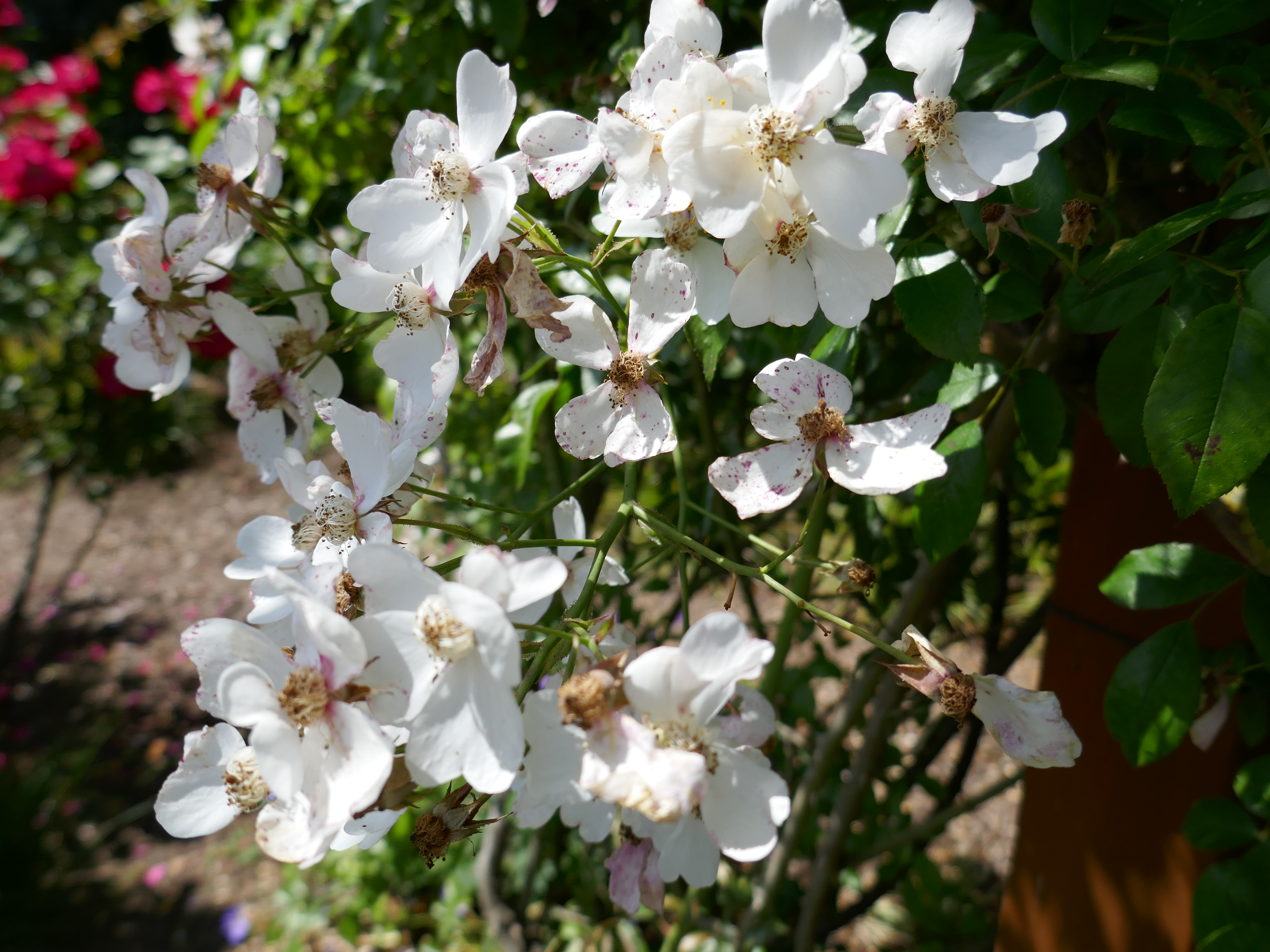
Rosa longicuspis à la roseraie des Deux-Ponts en Allemagne.